# 菲利普·索莱尔斯
菲利普·索莱尔斯（Philippe Sollers，法語發音：[sɔˈlɛʁs]；1936年11月28日—2023年5月5日），法国作家，出生于塔朗斯，很早就独自开始关注中国。

## 生平
菲利普·索莱尔斯本名菲利普·茹瓦耶（Philippe Joyaux），笔名“索莱尔斯” (法語：[sɔlɛʁs]源于拉丁文“sollus”（意为完全的）及“ars”（意为机智，巧妙，敏捷），完整意义为「完全的艺术」。
1936年11月28日出生于法国塔朗斯，法国当代著名小说家和文学评论家，博学多才，勇于各种文学创新，言行颇为骇世惊俗。

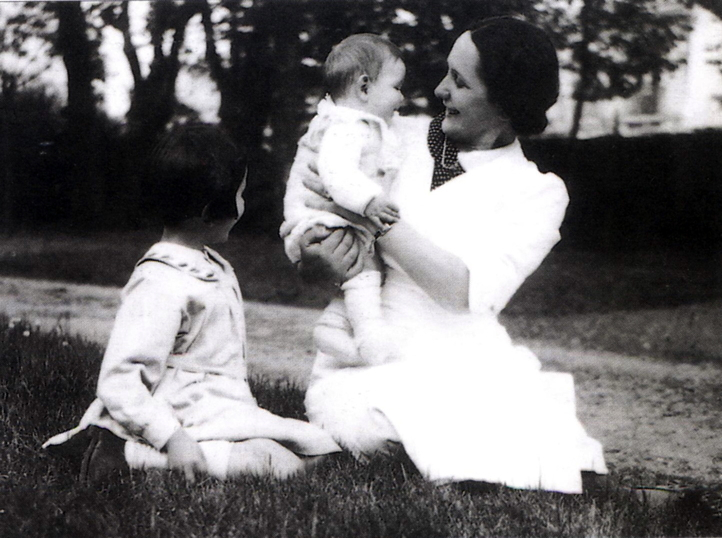
菲利普·所來爾思與母親及姊姊安妮於1937年在波爾多家中私人花園.

1957年，年仅22岁的索莱尔斯以短篇小说《挑战》获费内龙奖，翌年小说处女作《一种奇特的孤独》获评论界高度评价，尤其受到弗朗索瓦·莫里亚克和路易·阿拉贡的激赏。1961年，小说《园》获梅迪西文学奖。1960年，索莱尔斯于界限出版社创办《如此》(Tel Quel) （又译为《原样》或《泰凯尔》) 杂志及丛书，形成一个锋芒毕露的前卫文学团体，对法国以及西方文学艺术界产生重大影响。《如此》(Tel Quel) 杂志及丛书以文本－政治研究为方针，60至70年代主要发表当时被认为是违反常规的，持不同政见的，不为人知的，有争议的甚至引起公愤的作家，哲学家，语言学家，精神分析家及文学理论家的文章及作品：萨德侯爵、洛特雷阿蒙伯爵 (Lautréamont)、阿蒂尔·兰波、詹姆斯·乔伊斯 、安托南·阿尔托、乔治·巴塔耶 (Georges Bataille)、雅克·拉康 、罗兰·巴尔泰斯、米歇尔·富科、雅克·德里达以及毛泽东，索莱尔斯还曾翻译过毛泽东诗词。1983年，索莱尔斯离开界限出版社，加盟伽利玛出版社，《如此》(Tel Quel) 更名为 《无限》(L'Infini)，始终是法国最具影响和活力的文学刊物及丛书。1967年，索莱尔斯与保加利亚裔法国作家及精神分析家朱莉娅·克里斯蒂娃结为伉俪。1974年《如此》(Tel Quel) 杂志代表团（索莱尔斯、克里斯蒂娃、马塞兰·普莱内（Marcelin Pleynet）、巴尔泰斯等一行五人）作为建国后西方知识分子首访团访问中国。索莱尔斯曾经学习过两年中文并且在写作中使用汉字，从60年代至今，他对中国思想文化及艺术的关注在其所有作品中都占有重要位置。

索莱尔斯的作品也可以被看作是对自由的绝对捍卫：「重要的正是要逃离一切家庭，学校，军队，党派，重力以及烦恼。」「事实上，他们想怎样？他们以及她们？不过是控制，监视，改变，耽搁，榨取，剥削，竭力阻止， 这样就不会有太多的自由，特别是言论的自由。」
1981年，无任何断句标点符号的小说《天堂》(Paradis) 的出版震动法国文学界，作为二十世纪最重要的文学作品之一，索莱尔斯开创一种全新形式：文本停止主宰断句的逻辑， 走上摆脱束缚的道路，用纯节奏性音乐模进顺序和复调音乐，对主体的极限进行决定性和象征性地粉碎。《天堂》为未来而作，他提出的问题针对写作的未来。《天堂》包容整个世界的各种宗教以及古今各种哲学思想，以革命性文本写作创新写作形式。众多神学家的出现更说明天主教思想对于《天堂》的重要性。罗兰·巴尔泰斯在其著作《作家索莱尔斯》（Sollers écrivain) 中深度分析这种尖锐写作。
1983年《女人》(Femmes) 一出版即成畅销书，小说通过一位美国记者的冒险生活来分析二十世纪政治史和艺术史的巨变。作者对权力和性的分析论述以此论断为基础：「世界属于女人，也就是说世界属于死亡。在这个问题上，所有的人都在撒谎。」
1997年，小说《居》(Studio) 纪念法国天才早逝的诗人兰波和德国十九世纪著名诗人弗雷德里希·荷尔德林。2006年，小说《神的一生》(Une vie divine)于善恶的彼岸揭示尼采的作品及一生对于二十一世纪人类的现实意义。
2009年，小说《时光旅者》(Les Voyageurs du Temps) 的题目似乎是作者对五十多年的写作生涯和全部著作的回顾。这部「形而上学的侦探小说」，以回旋音乐的行云流水风格，纵横穿越所有世纪，叙述者正如神枪手一般射出他的颗颗精神之弹。「用圣言征服所有世纪。穿越自由空间只是一个时光游戏。这确实很疯狂，很理智，奇特，伟大，具有爆炸性，灿烂又辉煌。不再沉睡同时又不停地沉睡，清醒的梦确实而且恒定。给予，再给予你，每一时刻都及其丰富，不费吹灰之力就取之不尽用之不竭，无穷无尽。」

## 作品
小说
- 《一种奇特的孤独》Une curieuse solitude  1958
- 《园》Le Parc  1961
- 《戏剧》Drame  1965
- 《数》Nombres  1968
- 《法》Lois  1972
- 《H》H  1973
- 《天堂》Paradis  1981
- 《女人》Femmes  1983
- 《游戏者的画像》Portrait du Joueur  1985
- 《天堂》（二）Paradis II  1986
- 《绝对的心》Le Coeur Absolu  1987
- 《法兰西狂舞曲》Les Folies Françaises  1988
- 《金百合》Le Lys d'or  1989
- 《威尼斯节日》La Fête à Venise   1991
- 《秘密》Le Secret  1993
- 《居》Studio  1997
- 《美国之爱》Un amour américain 1999
- 《恒定的激情》Passion fixe  2000
- 《爱人之星》L'Étoile des amants  2002
- 《花 － 花之色情大型小说》Fleurs - Le grand roman de l'érotisme floral  2006
- 《神的一生》Une vie divine  2007
- 《真实的小说 － 回忆录》Un vrai roman - Mémoires  2008
- 《时光旅者》Les Voyageurs du Temps  2009
- 《愛的寶贝》Trésor d'Amour  2011
- 《陰轉晴》L'Éclaircie  2012
- 《通灵者》Médium  2014
- 《玄学》L'École du Mystère  2015

随笔
- 《中介》L'Intermédiaire  1963
- 《逻辑》Logiques  1968
- 《极限之体验与写作》L'écriture et l'expérience des limites  1968
- 《论唯物主义》Sur le matérialisme  1971
- 《特例的理论》Théorie des Exceptions  1986
- 《夜集》Carnet de nuit  1989
- 《萨德对抗上帝》及《时光中的萨德》Sade contre l'Être Suprême, précédé de Sade dans le Temps  1989，1996
- 《即兴集》Improvisations  1991
- 《永恒的威尼斯》Venise éternelle  1993
- 《品位之战》La Guerre du Goût 1994
- 《虎年》L'Année du Tigre  1999
- 《普鲁斯特的眼睛》[[L'Oeil de Proust]]  2000
- 《无限颂》Éloge de l'infini  2001
- 《十八世纪的自由》[[Liberté du XVIII siècle]]  2002
- 《穿越圣书的启示》Illuminations à travers les textes sacrés  2003
- 《圣驴》Le Saint-Âne  2004
- 《威尼斯爱典》Dictionnaire amoureux de Venise  2004
- 《秘密战争》Guerres secrètes  2007
- 《大好时光》Grand beau temps  2009
- 《塞林纳》Céline 2009
- 《完美之论》Discours Parfait  2010
- 《走近天堂》Vers le Paradis (DVD)  2010
- 《赋格》Fugues  2012
- 《群芳谱》Portraits de femmes  2013

专题著作
- 《罗丹，色情画》Rodin, dessins érotiques  1986
- 《德·孔宁，快》De Kooning, vite  1988
- 《弗拉戈纳尔的惊喜》Les surprises de Fragonard  1987
- 《美好年代的色情照片》Photos licencieuses de la Belle Époque  1987
- 《塞尚的天堂》 Le paradis de Cézanne  1995
- 《英雄毕加索》 Picasso le héros  1996
- 《弗朗西斯⋅培根的激情》Les passions de Francis Bacon 1996
- 《花 － 花之色情大小说》Fleurs - Le grand roman de l'érotisme floral  2006
- 《裸体》威利⋅罗尼《Nues》Willy Ronis  2009

传记
- 《卢浮宫骑士 － 永生的德农》Le Cavalier du Louvre: Vivant Denon  1995
- 《非凡的卡萨诺瓦》Casanova l'admirable  1998
- 《神秘的莫扎特》Mystérieux Mozart  2001
- 《真实的小说 － 回忆录》Un vrai roman - Mémoires  2008

访谈录
- 《纽约观》Vision à New York  1981
- 《罗马之笑》Le rire de Rome  1992
- 《神曲》La Divine Comédie  2000
- 《看与写》Voir, Écrire  2003
- 《扑克》Poker  2005
- 《尼采福音书》L'Évangile de Nietzsche  2006

音像作品 
- 《索莱尔斯在天堂》/《索莱尔斯于哭墙》Sollers au paradis / Sollers au pied du mur  1983
- 《索莱尔斯 － 戈达尔》Sollers-Godard 1983
- 《索莱尔斯扮演狄德罗》/《童贞女之洞》Sollers joue Diderot / Le trou de la Vierge 1984
- 《奥古斯汀⋅罗丹的地狱之门》  La Porte de l'Enfer d'Auguste Rodin 1993
- 《兰波之语》La Parole de Rimbaud  1999
- 《纪⋅德保之奇战》Une étrange guerre, sur Guy Debord  2000
- 《尼采，法国奇迹》Nietzsche, miracle français  2006
- 《聆听尼采》Ecoute de Nietzsche  2008
- 《打开道》 Déroulement du Dao 2008
- 《走近天堂》Vers le Paradis (with DVD - a movie "Toward Paradise" by Georgi K. Galabov and Sophie Zhang) 2010

文学奖项及荣誉
- 法国荣誉军团骑士勋位
- 法兰西艺术与文学军官勋位
- 法兰西艺术与文学司令勋位 2014
- 1957年 费内龙奖  （《挑战》 Le Défi 短篇小说)
- 1961年 梅迪西文学奖 （《园》 Le Parc 小说）
- 1985年 波尔多市文学大奖
- 1988年 巴黎市小说大奖
- 1992年 法兰西学院保罗·毛杭文学大奖
- 1998年 波尔多市蒙田奖 （《穿越圣书的启示》 Illuminations à travers les textes sacrés 随笔）
- 2003年 意大利爱尔萨⋅莫朗特评论奖 （《奇妙的卡萨诺瓦》 Casanova l'admirable 传记）
- 2006年 摩纳哥皮埃尔王子基金会文学奖
- 2008年 圣西蒙奖  （《真实的小说 － 回忆录》Un Vrai roman - Mémoires 自传)
- 2009年 法国国立图书馆奖首奖 （全部作品）
- 2012年 杜美尼奖  Prix Duménil（《陰轉晴》L'Éclaircie  2012）